# Абіологія
Абіоло́гія (від а- … заперечний преффікс і біологія), розділ науки, що вивчає неорганічні сполуки, які входять в кругообіг речовин.